# Золочив
Золочив (укр. Золочів) град је Украјини у Лавовској области. Према процени из 2012. у граду је живело 24.059 становника.

## Становништво
Према процени, у граду је 2012. живело 24.059 становника.
| 1979.  | 1989.  | 2001.  | 2012.  |
| ------ | ------ | ------ | ------ |
| 18.757 | 23.189 | 23.481 | 24.059 |

## Партнерски градови
- Олава